# Joseph Delteil (poète)
Pour l’article homonyme, voir Joseph Delteil (spéléologue).
Joseph Delteil est un écrivain et poète français né le 20 avril 1894 à Villar-en-Val dans l'Aude et mort le 12 avril 1978 à Grabels dans l'Hérault.

## Biographie
Joseph Delteil naît dans la ferme de La Pradeille, d’un père bûcheron-charbonnier et d’une mère « buissonnière ». Il vit les quatre premières années de son enfance à la Borie (construction de pierres sèches) de Guillamau, à 30 kilomètres au sud de Carcassonne, dans le Val de Dagne. De cette masure, il ne reste aujourd’hui que des moignons de murs, que l'on peut toujours voir en randonnant sur le « Sentier en poésie » — à l'entrée duquel on peut lire « Ici le temps va à pied » —, créé par Magali Arnaud, maire de Villar-en-Val, et ses amis pour honorer la mémoire du poète.
En 1898, son père achète une parcelle de vigne à Pieusse (30 kilomètres plus loin du côté de Limoux). C’est là, dira Delteil, son « village natal », au cœur du terroir de la blanquette de Limoux, « où le paysage s’élargit, où l’on passe de la forêt au soleil, de l’occitan au français. » Il y demeure jusqu’à son certificat d’étude (1907), puis il intègre l’école Saint-Louis à Limoux. Il est ensuite élève au collège Saint-Stanislas (petit séminaire) de Carcassonne.
Grâce à Pierre Mac Orlan, il publie en 1922 son premier roman, Sur le fleuve Amour, qui attire l'attention de Louis Aragon et André Breton pour qui cette œuvre « dédommageait de tant de diables au corps. » Delteil collabore à la revue Littérature et participe à la rédaction du pamphlet Un cadavre écrit en réaction aux funérailles nationales faites à Anatole France (octobre 1924). Breton le cite dans son Manifeste du surréalisme comme l'un de ceux qui ont fait « acte de surréalisme absolu ».

Le 24 mai 1924, à la Soirée du Claridge où l'ancien Corps des Pages de Russie donne un bal de bienfaisance, un défilé de mode avec des costumes de Sonia Delaunay illustre un poème de Joseph Delteil La mode qui vient. 

« L'apparition de ce groupe souleva les applaudissements de la mondaine assemblée. »

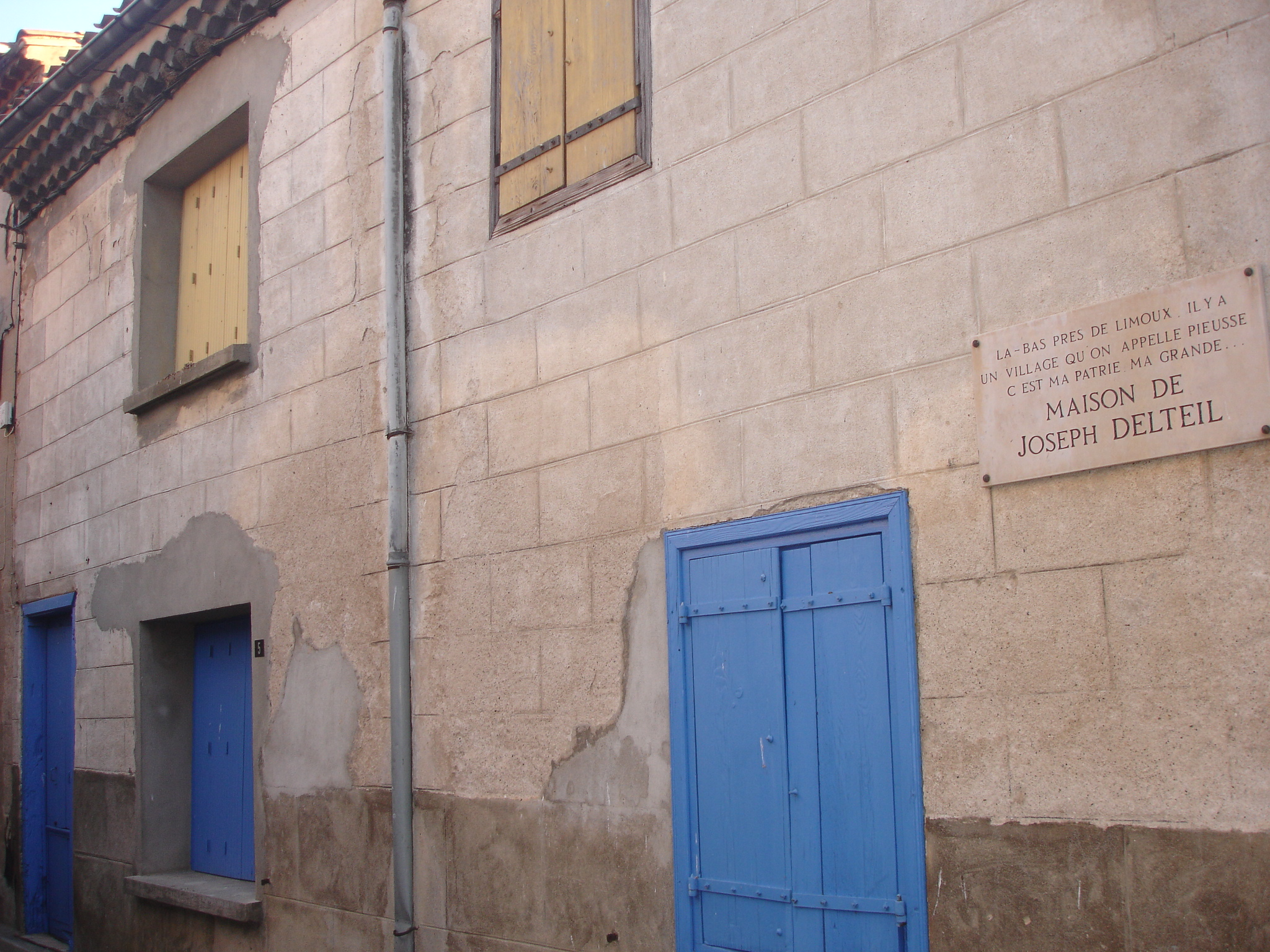
Inscription à la maison de Delteil à Pieusse.

La publication, en 1925, de Jeanne d'Arc, ouvrage récompensé par le prix Femina, suscite le rejet des surréalistes et de Breton en particulier, malgré le scandale déclenché par ailleurs en raison de la vision anticonformiste de la « Pucelle d'Orléans ». Cette œuvre est, pour Breton, une « vaste saloperie ». Delteil participe au premier numéro de La Révolution surréaliste, mais après un entretien dans lequel il déclare qu'il ne rêvait jamais, il reçoit de Breton une lettre de rupture.
En 1931, il tombe gravement malade et quitte la littérature et la vie parisienne pour le sud de la France. En 1937, il s'installe à la Tuilerie de Massane (à Grabels près de Montpellier) où il mène jusqu'à sa mort une vie de paysan-écrivain, en compagnie de sa femme, Caroline Dudley Reagan, qui fut la créatrice de la Revue nègre.
Dans sa retraite occitane, il entretient de solides amitiés avec les écrivains (Henry Miller, etc.), les poètes (Frédéric Jacques Temple, etc.), les chanteurs (Charles Trenet, Georges Brassens), les peintres (Pierre Soulages), les comédiens (Jean-Claude Drouot, etc.). En publiant, en 1968, La Deltheillerie, il retrouve un peu de la notoriété des années 1920, soutenu par des personnalités comme Jacques Chancel, Jean-Louis Bory, Michel Polac, Jean-Marie Drot.
Il est enterré, ainsi que sa femme Caroline, morte en 1982, au cimetière de Pieusse.

## Ouvrages publiés

Affiche publicitaire de l'éditeur Grasset lors de l'épopée « Les Poilus » en 1926.

- Le Cœur grec, éd. des Tablettes (1919, prix Archon-Despérouses)
- Le Cygne androgyne, éd. Images de Paris (1921)
- Sur le Fleuve Amour, Grasset (1922)
- Choléra, éditions du Sagittaire (1923)
- Les Cinq sens, Grasset (1924)
- Jeanne d'Arc, Grasset (1925, prix Femina)
- Le Discours aux oiseaux par saint François d'Assise, éditions des Cahiers libres (1925)
- Les Poilus, Grasset (1925)
- Mes amours… (…spirituelles) (1926)
- Allo ! Paris (1926)
- Ode à Limoux(1926)
- Perpignan (1927)
- La Jonque de porcelaine (1927)
- La Fayette (1928)
- Le Mal de cœur (1928)
- De J.-J. Rousseau à Mistral (1928)
- Il était une fois Napoléon (1929)
- Les Chats de Paris (1929)
- La Belle Corisande (1930)
- La Belle Aude (1930)
- Don Juan, Grasset (1930)
- La Nuit des bêtes (1931)
- Le Vert Galant (1931)
- A la Belle étoile (1944)
- Jésus II (1947)
- François d'Assise (1960) - rééd. 2009
- Œuvres complètes (1961)
- La Cuisine paléolithique (1964), éditions Robert Morel, grand prix international de littérature gastronomique 1965
- La Deltheillerie (1968)
- Le sacré corps (1976)

Ouvrages posthumes
- Correspondance privée Henry Miller-Joseph Delteil, Paris, Pierre Belfond (1980) ; préface, traductions et notes de Frédéric Jacques Temple
- Musée de marine (1990)
- Les Prisonniers de l'infini, éditions Loubatières (1994) •  (ISBN 978-2-8626-6216-9)
- Sol Y Sombra, avec André Richaud, éditions Loubatières (1994)
- Le Maître ironique (1995)
- L'Homme coupé en morceaux (2005)